# Трабен-Трарбах
Трабен-Трарбах (њем. Traben-Trarbach) град је у њемачкој савезној држави Рајна-Палатинат. Једно је од 107 општинских средишта округа Бернкастел-Витлих. Према процјени из 2010. у граду је живјело 5.962 становника. Посједује регионалну шифру (AGS) 7231124.

## Географски и демографски подаци
Трабен-Трарбах се налази у савезној држави Рајна-Палатинат у округу Бернкастел-Витлих. Град се налази на надморској висини од 110 метара. Површина општине износи 31,4 km². У самом граду је, према процјени из 2010. године, живјело 5.962 становника. Просјечна густина становништва износи 190 становника/km².

## Међународна сарадња
| Мјесто | Држава     | Врста сарадње | Од    |
| ------ | ---------- | ------------- | ----- |
|        | Француска  | партнерство   | 1991. |
| Ванген | Швајцарска | партнерство   | 1990. |
| Извор  |            |               |       |